# Gloydius halys
Gloydius halys là một loài rắn trong họ Rắn lục. Loài này được Pallas mô tả khoa học đầu tiên năm 1776.

## Hình ảnh

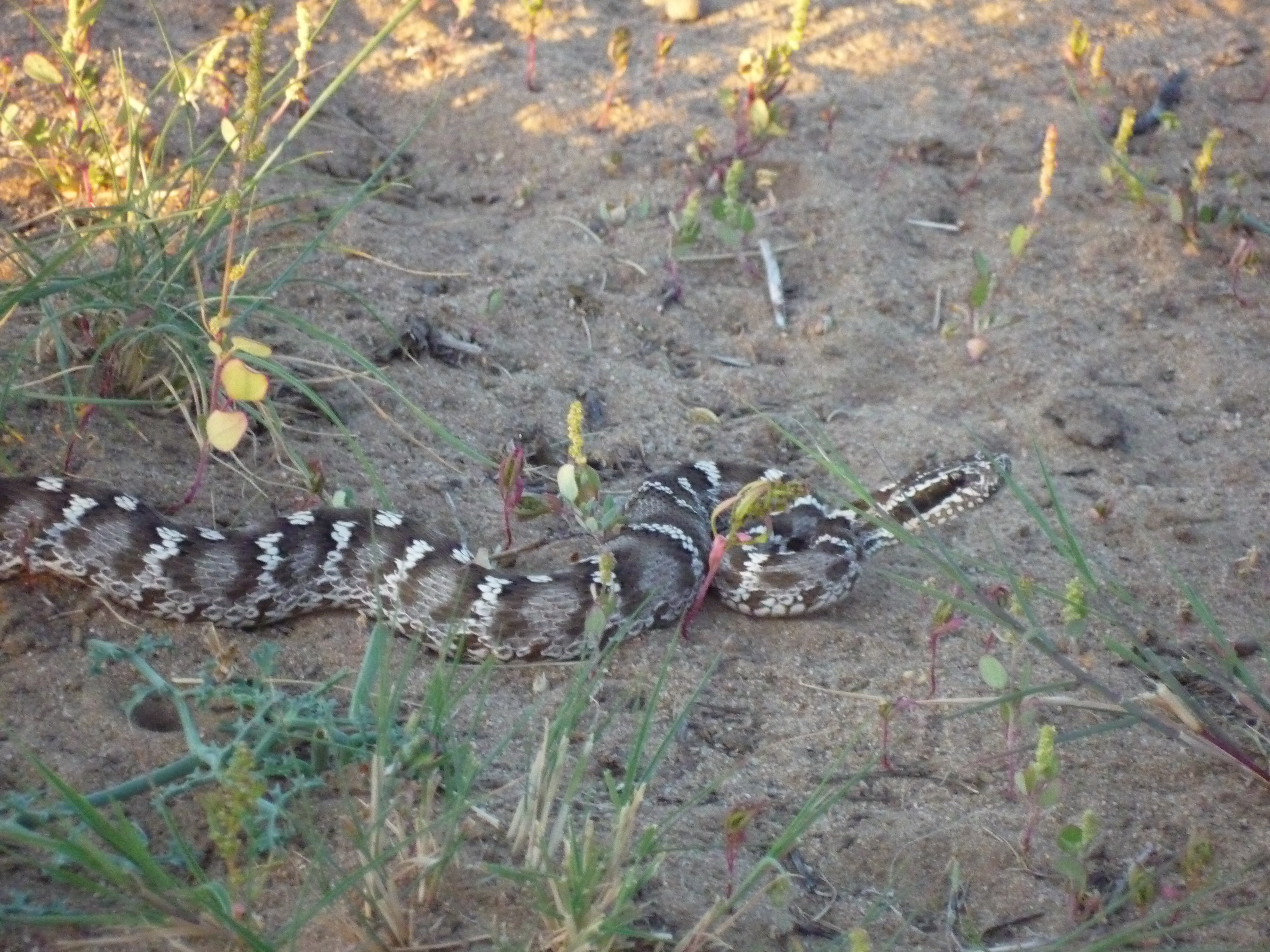
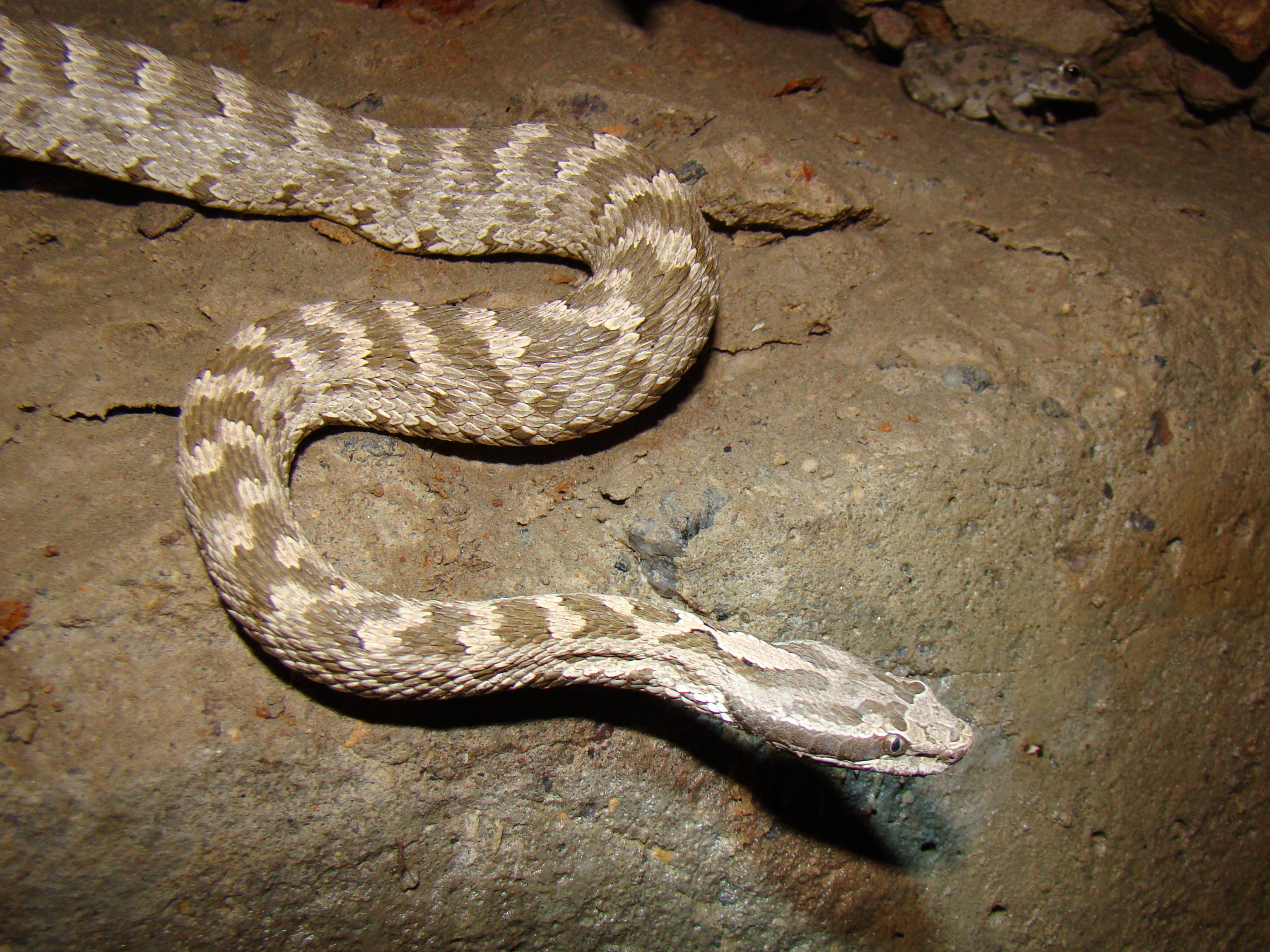
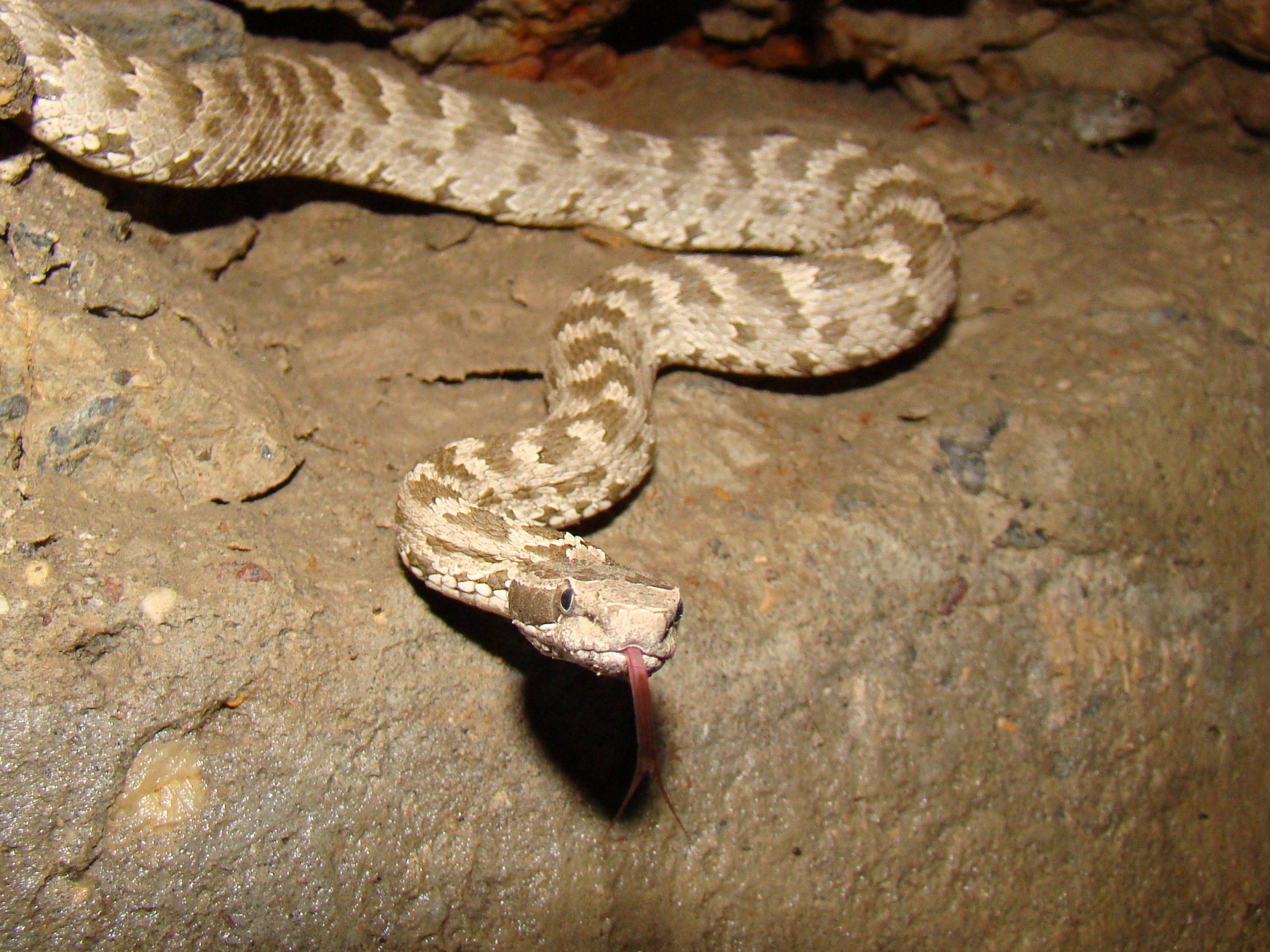